# 今日臺灣，明日香港
「今日台灣，明日香港」是繼2014年台灣的太陽花運動的口号「今日香港，明日台灣」所衍生出的的另一个口號。
香港中文大學學生會長張秀賢認為，在台灣人引香港現况為戒後，香港產生社會運動而成「今日台灣，明日香港」的情况可能性相當高。
据大公網報導，香港民主派宣称「今日台灣，明日香港」計劃佔領立法會。曾志豪則比喻香港為示範單位，被大陸業主收回後，原有的人權自由法治掛畫換上「愛社會主義中國」噴漆，期待「台灣反過來成為影響香港的示範單位」並為香港人自己爭取，變成「今日台灣，明日香港」。
此外，2020年中華民國總統大選結果，民進黨英德配順利贏得勝選，香港眾志祕書長黃之鋒發文表示，願，今天台灣，明天香港！去年九月訪台的時候，黃之鋒就表明其實就很不希望繼續說「今日香港，明日台灣」這個消極而且是假設台灣注定只能有一悲慘結果的前提（民主國家的前景實在是可以遠遠多於此），而是很希望向著「今日台灣，明日香港」的方向邁進，共同走到那個民主的境域。

## 關聯項目
- 今日香港，明日臺灣
- 今日香港，明日臺灣，後天沖繩